# 中国唱片成都公司
中国唱片成都公司位于四川省成都市锦江区东丁字街33号，是生产唱片的专业企业。

## 历史
1968年2月25日，经中华人民共和国国务院总理周恩来批准，在北京和成都建设两个唱片厂，分别为北京唱片厂（1968年改建完成并投产）和成都唱片厂。成都唱片厂于1969年6月21日开工建设，1971年5月3日建成投产。
1971年到1983年，成都唱片厂实行中央与地方双重领导。1983年，经国家经委批准，中华人民共和国广播电影电视部收回成都唱片厂，划归中国唱片总公司领导，同年7月，组建中国唱片公司成都分公司，直属中华人民共和国广播电影电视部领导。1985年，中国唱片公司成都分公司更名为中国唱片社成都分社，开始了音像节目的制作、编辑及出版活动。1992年，中国唱片社成都分社更名为中国唱片成都公司。